# 希尔登站
希尔登站（英语：Shildon railway station）是位于英国英格兰达勒姆郡希尔登镇的小型火车站，蒂斯谷鐵路途径本站。所有权现属英国铁路网公司，运营权现属英国北方铁路公司。

## 历史
希尔登站由提摩西·赫克沃思主持建造，1825年9月27日启用，启用时的运营方为“斯托克顿和达灵顿铁路”。之后曾先后分属英国东北铁路、伦敦及东北铁路、英国铁路多个铁路业者。现所有权属英国铁路网公司，现运营权属英国北方铁路公司。

## 设施
希尔登站的配套设施包括新的全面照明候车室，数字CIS显示器，更新后的车站指示牌以及闭路电视。长线公共广播系统（PA）已经更新和升级为预先录制的列车广播。
车站工作人员较少，所有车票必须在乘车前从月台上的自动售票机购买。乘客可通过两条无障碍通行的坡道进入两个站台。这两条坡道是2003年希尔登站重建时新添的，当时的重建是为了配合希尔登铁路博物馆的修建。该博物馆的旁边即为以前希尔登铁路工程的侧线。